# Бруде III
Бруде або Бріде III (*Bruide mac Bili, між 616 та 628 —693) — король Піктії у 672-693 роках.

## Життєпис
Походив з впливового бритто-піктського роду. Ймовірно син Білі, який був сином Нейтона, короля Стратклайда. Його мати була донькою Еанфріда, сина Ельфріда, чий син Талоркан раніше був королем піктів. Водночас був онуком короля піктів Нехтона II.
У 672 році при підтримці численної знаті піктів повалив короля Друста VII, який зазнав невдачі у боротьбі із королівством Нортумбрія.
Водночас намагався розширити свої володіння на найпівнічніші племена піктів. Для цього побудував потужний флот, після цього підкорив усі північні землі, що населяли пікти. У 682 році встановив владу над Оркнейськими островами.
У 680—681 році «Аннали Ольстера» фіксують облогу фортець Дунадда в Дал Ріаді і 682 року — Дундурна в країні піктів. Перше, можливо, було результатом внутрішнього конфлікту в Дал Ріаді, а друге — прикордонної сутички. Втім ні те ні інше не мало особливого впливу на подальшу діяльність Бруде III. У 684 році він взяв в облогу Дунноттар (північний захід сучасної Шотландії), який напевне зумів захопити.
У 685 році стикнувся з вторгненням військ Егфріта, короля Нортумбрії, який намагався остаточно підкорити піктів. В свою чергу Бруде III підготувався до опору. Вирішальна битва відбувалася в області Ангус. В ірландських анналах вона йменується битвою при Дун-Нехтані або битвою біля ставка чапель, яку ототожнюють з Данніхеном, невеликим селом біля Форфара. Війська нортумбрійців рішуче атакували піктів, але король останніх наказав удавано тікати, заманивши англосаксів у пастку, де ті зазнали нищівної поразки, а король Егфріт загинув.
Після битви багато нортумбрійців були вбиті або навернені в рабство, хоча деяким і вдалося врятуватися. Пікти отримали назад всю територію, якою володіла Нортумбрія (на північ від річки Ферт-оф-Форт), зі скотів і бриттів не стягувалася данина. Це було підтверджено угодою між Бруде III та Елдфрітом, новим королем Нортумбрії.
Після цього Бруде III остаточно встановив владу над усіма піктськими племенами, мав мирні стосунки з королівствами Дал Ріада, Стратлайд та Нортумбрія. Переніс свою ставку в південну частину своїх володінь — до області Фортріу. Помер у 693 році.